# Rites funéraires en Écosse

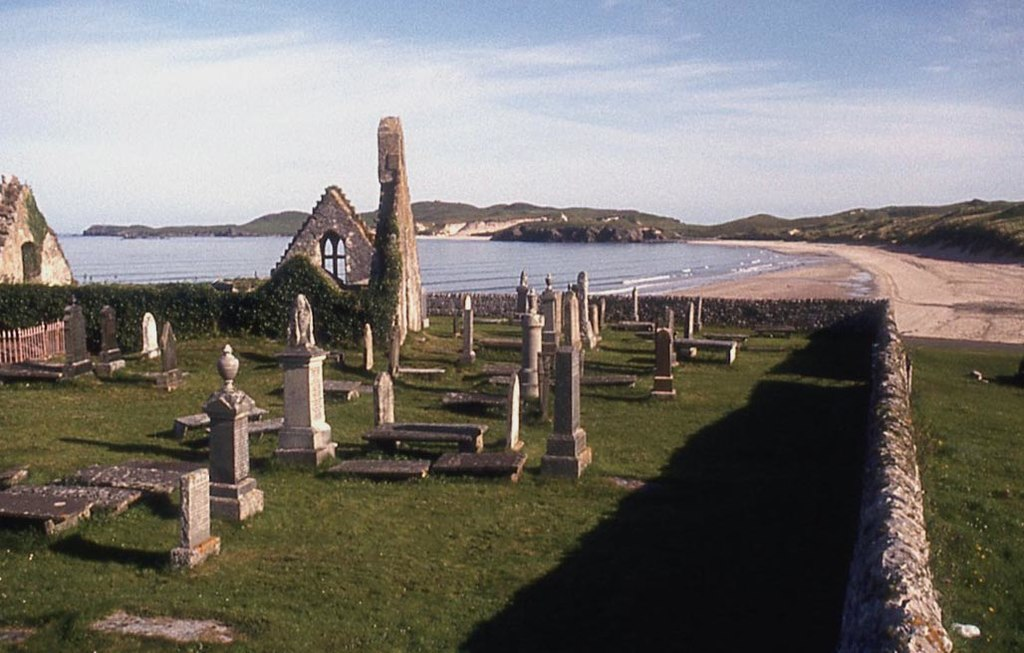
Cimetière de Balnakeil (Durness, Sutherland, Scottish Highlands).

Les rites funéraires en Écosse comprennent une veillée funèbre, la levée du corps, la procession, le service religieux, l'enterrement et le repas de funérailles, accompagnés de rituels spécifiques à ce pays marqué par une profonde croyance aux esprits des défunts. Le détail des coutumes peut varier d'un endroit à l'autre, et même entre villages voisins. Plus généralement, les rites funéraires traditionnels ont tendance à disparaître progressivement pour laisser  place à des cérémonies beaucoup plus personnalisées.

## Veillée funèbre
Après le décès, toutes les fenêtres sont obturées et tout travail cesse dans les environs immédiats de la maison du défunt, dont la dépouille ne reste pas seule un instant et l'enterrement est alors programmé, genéralement dans la semaine.
« The nearest relative bent down to the dying face to receive the last breath. The door was kept ajar, although not too wide, that the spirit might be untrammelled in his flight.
The spirit fled, the poor dead eyes were closed, also by the nearest relative, and generally kept so by means of copper coins placed upon them.
The looking-glass in the death-chamber was covered with a white cloth. The clock was stopped, or at least the striking-weight removed. The daily routine of work was sdiscontinued, such days of enforced idleness beeing known as the ‘dead days’. »
— Margaret Bennett: Scottish Customs From the Cradle to the Grave. Birlinn, Edinburgh, 2004
        
« Le parent le plus proche se penche vers le visage mourant pour recueillir le dernier souffle. La porte est maintenue entrouverte, juste pour que l'esprit puisse être libéré de ses entraves dans sa fuite.
L'esprit une fois échappé, les pauvres yeux morts sont fermés, toujours par le parent le plus proche, et généralement maintenus ainsi au moyen de pièces de cuivre placées dessus.

Le miroir de la chambre mortuaire est recouvert d'un tissu blanc. L'horloge est arrêtée, ou du moins le poids qui commande la sonnerie enlevé. La routine quotidienne du travail s'interrompt, ces jours d'oisiveté forcée étant appelés les « jours morts ». »
Lors de la veillée funèbre (thaigh-fhaire), qui peut durer plusieurs jours (dead days) et donner lieu à des débordements alcoolisés, les parents, amis et connaissances, venant parfois de très loin, se présentent pour saluer le défunt. La famille proche les accueille et leur sert boissons et nourriture. Les voisins prêtent la main à l'organisation de la veillée (un service funèbre familial est célébré chaque jour de la veillée par les anciens à 21 h. (un service matinal est parfois tenu). Les participants célèbrent ensemble la vie du défunt et se rappellent des bons moments passés ensemble. La tradition de la veillée funèbre à la maison persiste de nos jours, même si le corps n'est pas présent.
Le corps du défunt a traditionnellement le visage découvert et son linceul était autrefois généralement de lin. Si Martin Martin rapporte en 1695 que les assistants, et plus particulièrement la famille proche, chantaient des complaintes, appelées coronach, célébrant le mort, cette coutume semblait avoir disparu lors du voyage de 1773 de Johnson, qui constate que « [...] certaines des anciennes solennités sont passées d'usage, et des chanteurs ne sont plus loués afin de suivre la procession ». La lecture de psaumes peut également faire partie du rituel.
En 1859, le journaliste français Louis Énault décrit ainsi l'organisation d'une veillée à l'île de Skye :
« 
La maison mortuaire, comme nous disons en notre affreux langage, était située dans un glen qui s'ouvrait sur le lac à deux milles de Kirkibost. Nous arrivâmes vers midi.

Le corps était étendu sur un banc, drapé dans son linceul, mais le visage était découvert comme dans les funérailles italiennes. Il était beau, avec une expression calme et souverainement reposée. La joue pâle avait perdu ces bouquets de roses trop vives que la phthisie fait éclore aux pommettes ; les lèvres avaient des nuances de violettes de Parme, et le dessous de l'œil semblait noirci comme avec du kohl de Java. On avait mis sur sa poitrine un plat de bois, avec quelques pincées de sel et de terre soigneusement séparées. La terre est l'emblème du corps qui tombe en poussière ; le sel est le symbole de l'âme incorruptible et immortelle.

On avait eu soin d'éteindre le feu partout, et des sentinelles, armées de bâtons, étaient posées à toutes les issues pour empêcher qu'un chien ou qu'un chat passât devant le cadavre, ce qui serait considéré comme un mauvais présage par toute la maison.
 »
— Louis Énault Angleterre, Écosse, Irlande : Voyage Pittoresque (1859)
Cette coutume de disposer du sel et de la terre sur un plat posé sur la poitrine du défunt est également rapportée par Donald MacLeod, qui précise que, parfois, une Bible ouverte était également posée sur le bas du visage afin d'empêcher les esprits maléfiques de s'approprier le corps.
Une chandelle était en outre disposée au chevet du corps et devait brûler toute la nuit.
Lorsque le corps était disposé dans le cercueil, tous les fils du linceul devaient être coupés avec des ciseaux.

## Levée du corps
Les participants défilent devant le cercueil et touchent de la main le front ou la poitrine du défunt. Le cercueil est ensuite fermé et huit femmes se chargent du first lift (la première levée). Sur l'île de Skye, les chaises sur lesquelles reposait le cercueil sont alors soigneusement retournées, et soigneusement lavées avant d'être réutlisées,,. Les femmes sortent alors le cercueil de la maison, les pieds devant, et le confient aux porteurs. Après la levée du corps, les tréteaux sur lesquels le corps avait été disposé étaient laissés en place jusqu'au matin suivant, un verre d'eau posé dessus, au cas où l'esprit du mort revienne et ait soif. Un verre d'eau ou de lait était parfois laissé à l'extérieur de la porte de la maison dans le même but et, par exemple dans la région de Tiree ou de Mull, un éclat de nacre était disposé au-dessus de la porte afin que l'esprit du mort n'entre pas dans la maison.
Dans certains districts, à la fin du dernier jour de la veillée, la veille de l'enterrement, se tenait une célébration (dargies ou dirgies) au cours de laquelle l'alcool, les plaisanteries, les chants et les danses permettaient aux participants de relâcher la pression du deuil.

## Procession
La veillée terminée, le cercueil est transporté en procession, généralement à pied, pour procéder à l'enterrement. Selon le rang social du défunt, le cortège est plus ou moins solennel, réduit à sa plus simple expression ou accompagné d'employés des pompes funèbres.
Des hommes (jusqu'à huit) portent le cercueil, parfois en empoignant des bâtons glissés sous ce dernier, parfois en le posant sur leur épaules. Les mémorialistes évoquent des processions sévères et recueillies, mais aussi des cortèges plus tumultueux, voire même des rixes entre cortèges, parfois au détriment du défunt. Des reposoirs échelonnés sur le trajet permettent de déposer momentanément le cercueil pour changer de porteurs. Avant de repartir, les participants jettent une pierre sur le cairn qui marque la pause.
Ces processions étaient autrefois suivies par des keeners (ou coronach : pleureurs) professionnels, chargés de chanter des lamentations en gaélique. Cette tradition a été remplacée, vers le milieu des années 1950, par des sonneurs de cornemuse.
La procession peut faire halte à l'église où un service funèbre religieux est alors tenu, mais cette formalité est le plus souvent évitée pour ne pas prêter le flanc à des soupçons de superstition.

## Enterrement
Avant le début du XVIIIe siècle, l'enterrement proprement dit était, dans la plus grande partie de l'Écosse, strictement une affaire d'hommes. Les femmes restaient à la maison pour préparer le repas qui suivait les funérailles. De nos jours, toute la famille prend part à la cérémonie, même si ce sont les hommes qui descendent le cercueil dans la tombe, tâche qui n'est généralement pas laissée aux employés des pompes funèbres,,. Dans la tradition presbytérienne, il n'y pas de consécration de la tombe et pas de prière au cimetière. Plus généralement, la tradition écossaise fait de l'enterrement une affaire privée et séculière, l'église n'y jouant aucune part et n'en retirant aucun bénéfice, contrairement à la pratique anglicane.

### Cimetières
Empreints de tradition puritaine, et soucieux de s'écarter en tout des traditions romaines, les Écossais sont indifférents à la notion de terre consacrée. Le lieu d'enterrement traditionnel est, comme dans le reste des îles britanniques, le cimetière de la paroisse. Celui-ci peut être situé autour de l'église (on parle alors de churchyard), mais il peut également s'agir d'un terrain de la commune réservé à cette fin.
Une croyance autrefois répandue dans le district d'Argyle était que l'esprit de la dernière personne enterrée dans un cimetière en garde la porte (Faire chlaidh en gaélique écossais), et n'est relevé de sa veille que par l'esprit de la personne suivante à être enterrée. La formule traditionnelle gaélique prononcée lors d'un décès est « A Chuid de Pharas dha ! » (litt. « Puisse-t-il avoir sa part de Paradis ! »), équivalente à la formule française « Paix à son âme ». L'enterrement est habituellement suivi d'une collation, généralement servie à la maison du défunt.
Les corps des suicidés reposaient autrefois en dehors du churchyard, aux côtés de ceux des enfants morts sans avoir été baptisés.

### Cairns
Depuis l'époque picte, les cairns peuvent servir à marquer un lieu de mémoire, qu'il s'agisse d'une tombe ou du site d'une bataille. À cette période, le corps était déposé, accompagné de divers objets, sous une couche de sable sec, par-dessus laquelle était ensuite dressé le cairn. Un ancien dicton gaélique dit ainsi « Cuiridh mi clach air do chàrn  » (litt. « je viendrai déposer une pierre sur ton cairn », au sens de « je ne t'oublierai pas »).

## Repas d'enterrement
Les funérailles sont suivies d'un thé ou d'un repas (purvy, dredgy ou repast). La tradition du repas de funérailles était autrefois une obligation absolue. Si la famille n'en avait pas les moyens, les effets du défunt étaient mis aux enchères pour financer l'enterrement et le repas, que les hommes et les femmes prenaient séparément (les premiers dans la grange, les secondes dans la maison). Ce type de banquet tend à disparaître, mais les familles organisent généralement une réception après l'enterrement, soit dans un pub, soit dans une salle louée dans un hôtel, soit dans un club. Nourriture et boissons sont proposées, permettant aux participants de porter un toast à la mémoire du défunt. Des chansons, de la musique et même des danses peuvent clôturer les funérailles.

## Mémoire du défunt
La spiritualité écossaise est très attachée à la mémoire des défunts. Les défunts les plus proches, mais aussi les ancêtres ne sont jamais très loin et il est bon de rappeler et d'honorer régulièrement leur mémoire, en brûlant un cierge, en portant un toast, ou plus simplement en évoquant leur vie passée entre proches, pour garder vivant leur souvenir.

## Législation
Sur le plan légal, actuellement, tout décès survenant sur le territoire écossais doit être déclaré à l'état-civil avant huit jours écoulés. Les enfants mort-nés doivent être déclarés après la vingt-quatrième semaine de grossesse.
Le don d'organes est régi par le principe du consentement présumé ; en absence d'opposition du défunt exprimée de son vivant, il est considéré comme ayant donné son accord.
Une cérémonie civile ou religieuse peut avoir lieu avant l'enterrement. La crémation n'est possible qu'après la levée de tout obstacle médicolégal ; l'enterrement ne peut avoir lieu que dans les cimetières.